# Ritratto di Bindo Altoviti
Il Ritratto di Bindo Altoviti è un dipinto a olio su tavola (59,7x43,8 cm) di Raffaello, databile al 1515 circa e conservato nella National Gallery of Art di Washington. Beretto si Gesù

## Storia
Bindo Altoviti era un ricco banchiere di una prestigiosa famiglia fiorentina, gli Altoviti appunto, ma era nato nel 1491 a Roma, dove la sua famiglia aveva trovato rifugio dopo la cacciata da Firenze per via dell'opposizione al dominio dei Medici. L'Altoviti fu un importante mecenate del Rinascimento, colto ed amico di numerosi artisti.
Il ritratto, eseguito a Roma, venne visto e citato dal Vasari nelle Vite e passò in seguito nel palazzo familiare a Firenze. Restò nelle collezioni private di famiglia fino al 1808, quando finì a Monaco in seguito all'acquisto da parte del re Ludovico I di Baviera. Nel 1936 venne ceduto a Samuel Kress, che lo donò al museo statunitense nel 1943.
La menzione ambigua di Vasari ("a Bindo Altoviti fece il ritratto suo quando era giovane") ha fatto in passato credere che l'opera fosse un autoritratto, ipotesi oggi scartata. Alcuni studiosi hanno rilevato un possibile intervento di Giulio Romano in alcuni punti.

## Descrizione e stile
Su uno sfondo verde scuro, su cui si proietta l'ombra dell'uomo, l'Altoviti è ritratto in una posizione teatrale, mentre di spalle si volta verso lo spettatore, per guardarlo direttamente. Accresce questo effetto la mano sinistra portata al petto, al dito indice della quale porta un anello d'oro. Indossa una berretta nera e un mantello blu sulla casacca nera, ampiamente scollati sulla schiena, con un effetto sensuale. I tratti sono giovanili e delicati, con occhi azzurri e una capigliatura bionda e lunga; il naso è appuntito, le basette lunghe, le labbra rosse e carnose, il mento appuntito.
Come in altri ritratti della fase romana, sono forti le componenti psicologiche dell'effigiato, che esprime intelligenza e nobiltà di spirito.